# بيري بي. دوريا
بيري بي. دوريا هو سياسي أمريكي، ولد في 9 يونيو 1891، وتوفي في 9 نوفمبر 1968. نشط حزبياً في الحزب الجمهوري. وقد انتخب عضو مجلس ولاية نيويورك ‏.